# Десятидневная война
Десятидне́вная война́ (серб. Десетодневни рат, словен. Desetdnevna vojna), в Сербии она более известна как Война́ в Слове́нии (серб. Рат у Словенији), в то время как в самой Словении её называют «Война́ за незави́симость Слове́нии» (словен. Slovenska osamosvojitvena vojna) (27 июня — 7 июля 1991) — военный конфликт между Югославской народной армией (ЮНА) и силами Территориальной обороны Словении, вызванный провозглашением независимости Словении от Югославии. Этот вооружённый конфликт положил начало Югославским войнам, став самым коротким из всех конфликтов с наименьшими количеством жертв.
25 июня 1991 года — в день одностороннего провозглашения независимости Словении от Югославии — председатель парламента Словении Милан Кучан приказал своим вооружённым формированиям захватить пограничные пункты на словенском участке югославской границы и блокировать казармы ЮНА в Мариборе и Любляне. В результате неэффективных действий югославского руководства и внешнеполитического давления со стороны ЕЭС 7 июля было заключено Брионское соглашение, согласно которому Югославия выводила свои войска с территории Словении, а Словения объявляла мораторий на провозглашение независимости.

## Предыстория
На фоне общего кризиса стран социалистического лагеря в Югославии наметились центробежные тенденции. Пока Слободан Милошевич — президент Сербии и председатель ЦК Сербской Коммунистической партии — пытался укрепить свою власть за счёт централизации государства, правительства других республик стремились ослабить контроль центра над властью, передав как можно больше конституционных полномочий каждой из республик и автономных областей.
В мае 1989 года в Любляне на митинге была принята «Майская декларация» с требованием создать «суверенное государство словенского народа». Уже в сентябре того же года словенский парламент (Скупщина) изменил конституцию республики, установив, что Словения находится в составе СФРЮ «на основе постоянного, целостного и неотъемлемого права словенского народа на самоопределение вплоть до отделения и объединения». В 1989 году в стране возникло несколько оппозиционных партий, которые в конце года объединились в коалицию «Демократическая оппозиция Словении» (DEMOS).
В апреле 1990 года в Словении прошли первые демократические многопартийные выборы, на которых победила коалиция DEMOS.
В 1990 году сначала из официального названия «Социалистическая Республика Словения» было изъято слово «социалистическая», а затем местным органам власти были переподчинены военные части, находившиеся на территории республики. 2 июля местный парламент принял Декларацию независимости. В сентябре 1990 года Словения перестала отчислять налоги в федеральный центр, а освободившиеся деньги были направлены на перевооружение местных вооружённых формирований. В октябре Скупщина объявила, что на территории Словении не имеют юридической силы 27 союзных законов, и что впредь ни один закон не должен приниматься без одобрения парламента. 
Готовясь к войне, правительство Словении создало секретную альтернативную командную структуру, известную как «Маневренные структуры национальной защиты» (Manevrska struktura narodne zaščite, или MSNZ). В поправке к конституции, принятой 28 сентября 1990 года, также говорилось, что территориальная оборона будет находиться под исключительным командованием правительства Словении. Понимая невозможность сдерживать силы ЮНА в течение длительного периода времени, при министре обороны Янезе Янше была принята стратегия асимметричной войны, согласно которой подразделения TO должны провести партизанскую кампанию, используя противотанковое оружие и зенитные ракеты для нападения из засады на подразделения ЮНА. Правительство Словении тайно закупило у иностранных поставщиков лёгкие ракетные комплексы, в частности зенитно-ракетный комплекс SA-7 Grail (Стрела) и противотанковый комплекс Armbrust немецкого производства. Словенцы старались избегать лобовых столкновений с превосходящими в боевой мощи силами ЮНА, отдавая предпочтительными тактике «бей и беги». 
23 декабря в Словении прошёл референдум, в ходе которого 88,5 % населения поддержало независимость.

## Вооружённые силы сторон

### Словенские силы

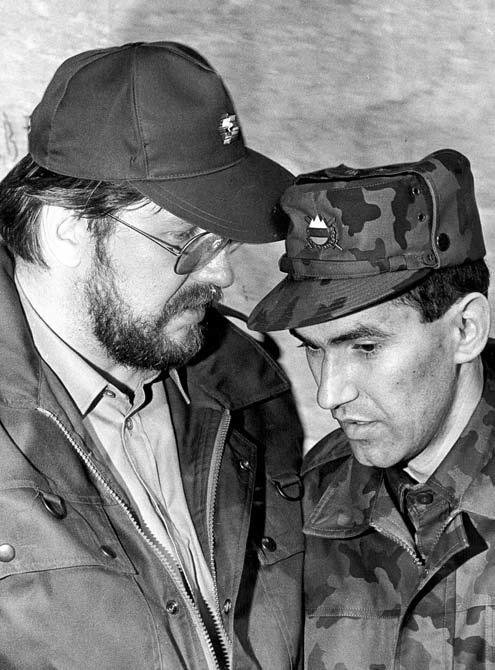
Игор Бавчар (слева) и Янез Янша (1991)

Основой словенских сил были подразделения Территориальной обороны и специальные формирования республиканского МВД. После избрания на пост президента Милан Кучан назначил секретарём по вопросам обороны Янеза Яншу. Тот, в свою очередь, поставил главой Территориальной обороны лояльного новому республиканскому руководству майора Янеза Слапара, ранее командовавшего одним из районов ТО в Словении. Янша и Слапар предприняли ряд мер, которые позволили вывести словенскую ТО из-под контроля Югославской народной армии. 15 мая 1990 года начали свою деятельность учебные центры ТО — 510-й близ Любляны и 710-й в Пекре. Летом 1990 года словенской ТО удалось частично сохранить оружие, которое федеральная армия конфисковала на складах в Словении и Хорватии. 17 ноября в республике появилась бригада специального назначения «MORiS» под руководством полковника Антона Крковича, созданная на базе 30-й группы быстрого реагирования. 27 апреля 1991 года словенская ТО была реорганизована. Был создан штаб в Любляне, которому подчинялись семь военных районов, каждый из которых делился на несколько подрайонов, общим числом в 27. Подрайонам подчинялись бригады, батальоны, отдельные роты и т. д. Непосредственно под командованием Штаба оставались 1-я бригада спецназа «MORiS» и 9-я бригада ПВО.

### Югославская народная армия
Вооружённые силы социалистической Югославии были образованы на основе НОАЮ, которая боролась против войск стран Оси и югославских коллаборационистов во время Второй мировой войны. Стратегия Югославской народной армии (сербохорв. Jugoslovenska narodna armija) базировалась на ведении партизанской войны в случае вторжения, поскольку в открытой войне с армиями потенциальных противников из ОВД или НАТО югославские вооружённые силы практически не имели шансов. Это привело к созданию системы территориальной обороны (сербохорв. Opštenarodna odbrana) в стране.
Словения входила в зону ответственности 5-й Военной области ЮНА и Военно-морской области. Большая часть подразделений были распределены между корпусами и военно-морскими секторами, но некоторые подчинялись напрямую командованию 5-й ВО или Военно-морской области. Подразделения ЮНА находились в разных статусах — A, B и R. A означал почти полную укомплектованность и боеготовность подразделения. B — бригаду с меньшей укомплектованностью. R — кадрированное подразделение, которое разворачивалось в случае мобилизации личного состава. В мирное время в таком подразделении служили несколько офицеров и солдат, хранившие личные дела резервистов и обслуживающие склады с техникой и снаряжением. Многие «партизанские» дивизии и бригады относились именно к статусу R.
Непосредственно на территории Словении находились 14-й корпус со штабом в Любляне и 31-й корпус со штабом в Мариборе. На территории Хорватии размещались 10-й корпус (Загреб), 13-й корпус (Риека) и 32-й корпус (Вараждин). В составе каждого корпуса было несколько бригад, смешанный артиллерийский полк, смешанный противотанковый артиллерийский полк, инженерный полк, полк лёгкой артиллерии ПВО, несколько отдельных батальонов и подразделения обеспечения.

## Ход событий

Словенские протестующие и солдаты ЮНА у пограничного пункта Рожна Долина, район Нова-Горицы (28 июня 1991)

Началом войны считается 25 июня 1991 года, когда Словения провозгласила свою независимость. Это «опережение» в дате было ключевым элементом словенского плана по получению преимущества на раннем этапе конфликта. Правительство Словении ожидало, что югославские военные ответят силой в день провозглашения независимости или вскоре после этого. Тайно перенеся дату на 24 часа, словенцы застали врасплох югославское правительство, которое назначило датой своего переезда 26 июня. Милан Кучан объявил о взятии под свой контроль воздушного пространства и границ республики и приказал местным военным частям готовиться к захвату казарм Югославской народной армии (ЮНА). В ответ на это премьер-министр Югославии Анте Маркович дал указание командованию ЮНА взять под контроль обстановку в Любляне.
Хотя ЮНА была категорически против независимости Словении, мнения о том, что делать, разделились. Начальник штаба ЮНА генерал-полковник Благое Аджич выступал за крупномасштабную военную операцию по свержению словенского правительства. Его политический начальник, министр обороны Югославии, генерал армии Велько Кадиевич, настаивал на более осторожном подходе — по сути, на демонстрации силы, которая убедила бы словенское правительство отказаться от провозглашения независимости. После некоторых споров Кадиевич добился своего.
Руководство ЮНА сосредоточилось на укреплении внешней югославской границы, однако высланные армейские колонны натыкались на баррикады и засады словенцев. Несмотря на значительную военную мощь, моральный дух ЮНА был значительно подорван дезертирством военнослужащих словенской национальности, враждебностью местного населения и пацифистской пропагандой в СМИ.
27 июня в небе над Любляной из ПЗРК были сбиты два вертолёта ВВС СФРЮ, одним из которых был вертолёт Aérospatiale Gazelle 894-й вертолётной эскадрильи разведки и связи. Его сбили бойцы Территориальной обороны Словении из ПЗРК «Стрела-2» над люблянским районом Рожна-Долина. Жертвами крушения стали командир экипажа капитан 1-го класса Тони Мрлак (словен. Toni Mrlak) и старший сержант Боянчо Сибиновский (сербохорв. Bojančo Sibinovski), которые стали первыми военными, погибшими в ходе Десятидневной войны и югославских войн вообще. Позже выяснилось, что Мрлак всего лишь пытался доставить запасы хлеба для югославских солдат. Другим вертолётом, сбитым из ПЗРК, был Ми-8.
В тот же день югославские десантники установили контроль над аэропортом Брник. Выступившая из хорватского Вараждина колонна 32-й механизированной бригады ЮНА была блокирована баррикадой из тракторов на мосту через реку Драва в районе Орможа.

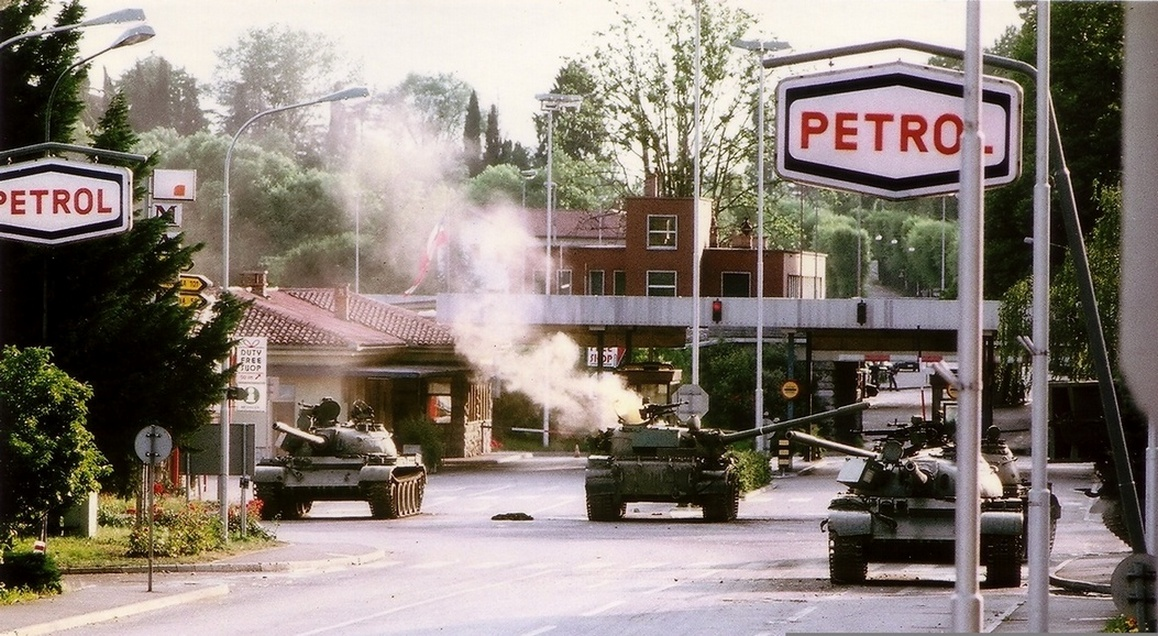
Югославские танки Т-55 (один из них подбит) в окрестностях Нова-Горицы

28 июня в районе Нова-Горица словенцы подбили три танка Т-55 и захватили ещё три танка, при этом нападении четверо солдат ЮНА было убито, а около сотни взято в плен. Отрезанные от внешнего мира, электричества и продовольствия гарнизоны ЮНА сдавались. Однако даже сдача в плен не избавляла югославских солдат от расправы со стороны членов местных формирований. Так, 28 июня в пограничном пункте Холмец были расстреляны трое сдавшихся югославских солдат. Югославская авиация наносила удары по блокировавшим продвижение колонн баррикадам и позициям сепаратистов.
Пограничный пункт Холмец был захвачен словенскими силами ТО. Двое словенских солдат и трое солдат ЮНА были убиты, а 45 солдат ЮНА были взяты в плен.
Начало войны активизировало дипломатические усилия Европейского сообщества по урегулированию кризиса. Три министра иностранных дел стран ЕС встретились с представителями правительств Словении и Югославии в Загребе в ночь с 28 на 29 июня и согласовали план прекращения огня, но он не был реализован.
29 июня ожесточённая перестрелка велась на пограничном пункте в Скофие, на итало-югославской границе. В результате боя, по данным словенской стороны, с обеих сторон погибло до 40 человек.
На севере несколько танков ЮНА были захвачены в районе Стриховца и позже переоборудованы в танковую роту. Спецназ ЮНА попытался высадиться на побережье в Хрватини, но попал в засаду и был отброшен словенцами, потеряв двух человек убитыми и трёх ранеными.

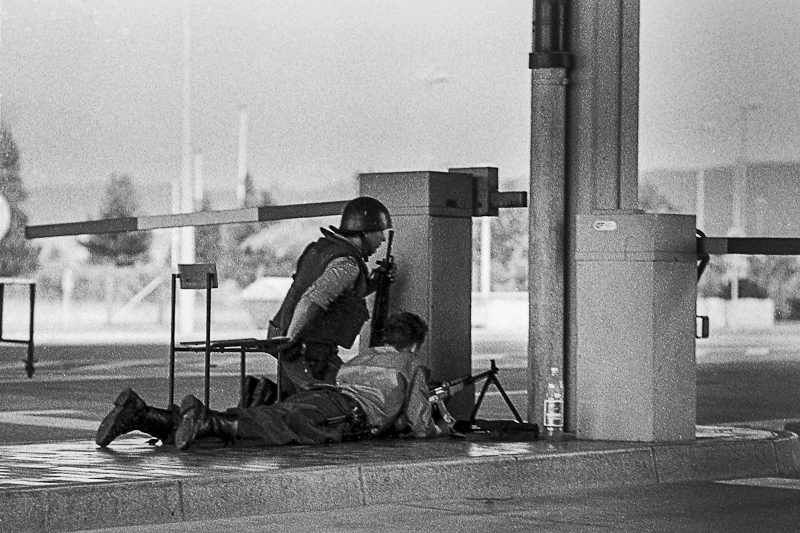
Бойцы территориальной обороны на пограничном пункте Вртойба (26 июня 1991)

ЮНА объявила Словении ультиматум, потребовав немедленно прекратить боевые действия до 09:00 30 июня. В ответ Словенская ассамблея приняла резолюцию, призывающую к мирному урегулированию кризиса без угрозы независимости Словении, и отклонила ультиматум.
30 июня капитулировали 16 офицеров и 400 солдат батальона пограничных войск в Дравограде, в городах Толмин и Бовец — 1-й и 2-й батальоны 345-й горной бригады ЮНА. Оружие, захваченное в гарнизонах, было быстро передано словенским войскам. В этот же день словенские подразделения захватили пограничный туннель Караванке, проходивший через Альпы в Австрию.
1 июля произошёл пожар и взрыв на складе боеприпасов в Црни-Врх, в результате чего значительная часть населённого пункта была уничтожена. Однако словенцы успешно захватили склады в Печовнике, Буковжаке и Залошка-Горице, завладев примерно 70 грузовиками с боеприпасами и взрывчаткой. В районе города Кршко попал в окружение 306-й полк ЮНА. 
Тем временем руководство ЮНА запросило разрешение изменить темп своих операций. Велько Кадиевич сообщил югославскому правительству, что первый план ЮНА — ограниченная операция по обеспечению безопасности на пограничных переходах Словении — провалился и что пришло время реализовать запасной план — полномасштабное вторжение и установление военного режима в Словении. Однако Президиум во главе с Борисавом Йовичем отказался санкционировать такую операцию. Начальник штаба ЮНА Благое Аджич был в ярости и публично осудил федеральные органы, которые «постоянно мешали нам, требуя переговоров, в то время как они [словенцы] атаковали нас всеми возможными способами».
Самые ожесточённые бои за всю войну произошли 2 июля. Радиопередатчик в Домжале был атакован и серьёзно повреждён двумя самолётами югославских ВВС МиГ-21. Подразделения Четвёртой бронетанковой бригады ЮНА попытались продвинуться из Ястребарско в Хорватии, но были отброшены назад у приграничного города Брегана. Словенская ТО успешно атаковала пограничные переходы в Шентилье, Горня-Радгоне, Фернетичи и Горьянско, захватив их и взяв в плен несколько солдат ЮНА. В течение дня и вечера в Дравогораде происходили затяжные бои между силами ЮНА и словенской ТО, и несколько объектов ЮНА по всей стране перешли под контроль словенских сил.
3 июля Милан Кучан обратился с просьбой прекратить огонь, и в половине второго огонь со стороны ЮНА был прекращён под политическим давлением как правительства СФРЮ, так и ЕС. После вступления в силу соглашения о прекращении огня обе стороны отвели свои войска. Словенские силы взяли под контроль все пограничные переходы страны, а подразделениям ЮНА было разрешено мирно отступить в казармы и пересечь границу с Хорватией. 7 июля подписано Брионское соглашение, положившее конец войне. 18 июля Президиум СФРЮ принял решение о полном выводе ЮНА из Словении. Последние солдаты Югославии покинули республику 25-26 октября.

## Потери

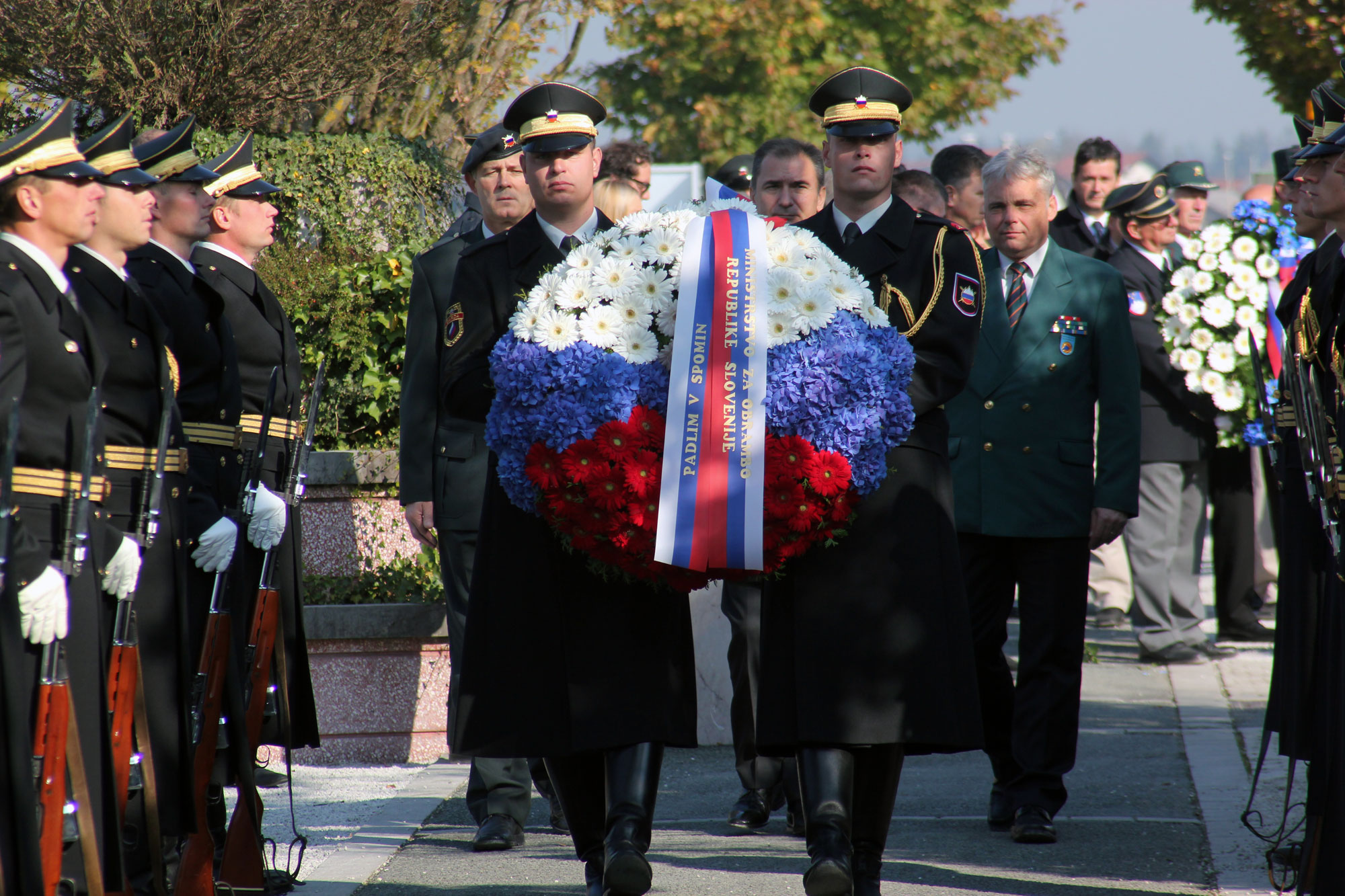
Церемония в память о погибших во время Десятидневной войны (кладбище Жале, Любляна, 30 октября 2014)

Война за независимость продолжалась 10 дней. Из-за непродолжительности и низкой интенсивности боевых действий потери были незначительными. В ходе 72 боевых контактов потери Югославской армии (ЮНА) составили 45 человек убитыми, 146 ранеными, при этом 4693 военнослужащих и 252 сотрудника федеральных служб были взяты в плен. Потери словенских сил самообороны составили 19 убитых (9 комбатантов, остальные — гражданские лица) и 182 раненых. Также погибли 12 граждан других государств, в основном журналисты и болгарские водители на службе международных транспортных компаний, оказавшиеся на линии огня. Был выведен из строя 31 танк (сюда вошли и сожжённые, и повреждённые), 22 транспортные бронемашины, 172 транспортных средства и 6 летательных аппаратов. Материальный ущерб был незначительным из-за разрозненного и кратковременного характера боевых действий.
Согласно данным Бояна Димитриевича, потери федеральной армии в конфликте составили 44 погибших. Словенскими силами были уничтожены либо повреждены 6 танков М-84, 6 Т-55, 5 БМП М-80, 22 зенитные самоходные установки различных типов. Ещё 31 танк и 8 бронетранспортёров достались словенской территориальной обороне в качестве трофеев. Часть захваченной техники была возвращена подразделениям ЮНА в августе 1991 года.

## Дальнейшие события
Для Словении война стала решающим этапом в борьбе за независимость от Югославии. Война завершилась подписанием Брионского соглашения 7 июля 1991 года, по которому ЮНА обязалась прекратить боевые действия на территории Словении, а Словения и Хорватия приостанавливали на три месяца вступление в силу деклараций независимости. Словения использовала этот период для укрепления своих институтов, проведения наиболее срочных экономических реформ и подготовки к международному признанию страны. В декабре 1991 года парламент Словении принял новую конституцию, закрепившую независимость страны. Словения получила дипломатическое признание большинства государств Европы и мира и 22 мая 1992 года стала членом Организации Объединённых наций. 
Война привела к ряду серьезных перестановок на югославской стороне. ЮНА в конечном итоге потеряла почти весь свой словенский и хорватский персонал, превратившись почти полностью в сербские и черногорские силы. Его плохая работа в Словении, а затем и в Хорватии дискредитировала его руководство – Кадиевич ушел с поста министра обороны в январе 1992 года, а вскоре после этого Аджич был вынужден уйти на пенсию по медицинским показаниям. 